# Shin Seung HunⅤ
《Shin Seung HunⅤ》는 신승훈의 5번째 정규앨범이며, 1996년 5월 1일 발매됐다. 이는 또한 신승훈이 처음으로 작사, 작곡, 편곡, 프로듀서까지 다 참여해 본인의 능력을 보여준 앨범이다.

## 음반
오랜 고심 끝에 발표한 5집은 이미 데뷔 앨범때부터 싱어송라이터로서 능력을 인정받아온 그가 처음으로 전곡을 작사, 작곡했을뿐만 아니라 앨범 전체의 프로듀싱까지 맡은 의미있는 작품이었다. 4집 앨범에서부터 여러 장르를 선보이기 시작한 그는 5집 앨범에 재즈부터 모던 락, R&B, 맘보등을 수록하여 발라드에 국한되는 것이 아닌 다양한 장르를 작곡, 소화하는 능력을 보여주었다. 이에 대중들의 반응은 가히 폭발적이었고 음반 발매 6일만에 백만장을 돌파하는 기염을 토했다. 특히 타이틀곡인 〈나보다 조금 더 높은 곳에 네가 있을 뿐〉은 사별을 주제로 한 곡으로, 14인조 오케스트라 선율의 웅장한 스케일에 신승훈 특유의 애절한 목소리가 잘 어우러져 대중들의 큰 사랑을 받았다. 이 타이틀곡으로 댄스곡 일색이었던 가요계 속에서 5집 앨범으로 활동한지 불과 1주만에 가요 톱텐 1위 후보로 올라 세간을 놀라게 하였으며, 3주만에 가요 톱텐 1위를 차지했다. 또한 〈내 방식대로의 사랑〉으로 그해 여름에 맘보 열풍을 일으켰으며, 〈운명〉 역시 잇따라 대중들의 사랑을 받으면서 마침내 그의 단일 앨범 최다 기록인 247만장의 판매고를 올리게 된다. 이 앨범에서 유일하게 〈Your Song〉이란 곡은 미국 R&B계의 샛별이었던 '존비(Jon B)'가 한국 방문길에 올랐다가 우연히 기내에서 《KBS 빅쇼》에 나오는 신승훈을 보고 그의 목소리에 반해 직접 작사, 작곡하여 신승훈에게 선물하고 같이 듀엣까지 한 곡이다. 국내 최초로 세계적인 스타와 한국가수가 직접 듀엣을 불러 그 당시 많은 화제가 되었다. 이 시기에 신승훈은 한 연예주간지로부터 최초로 '국민 가수'란 칭호를 선사 받게 되었으며, 대중가수로서는 최초로 3일 연속 세종문화회관에서 콘서트를 열었다.  또한 신승훈은  대관 심사가 까다롭기로 소문난 미국 카네기홀 대강당에서 96년 10월 12~13일 양일간 라이브 콘서트를 개최하게 되어 열정을 가지고 세심하게 준비를 했으나 현지 기획사 주최측이 공연 전 날 지불해야 할 대관료를 완불하지 않은 만행을 저질러 공연을 하루 앞두고 콘서트가 무산되는 가슴아픈 해프닝을 겪기도 했다.

## 수록곡
전체 작사·작곡: 신승훈
| #             | 제목 | 재생 시간 |
| ------------- | --- | --------- |
| 1.            | 〈나보다 조금 더 높은 곳에 니가 있을뿐〉                                                                | 4:54      |
| 2.            | 〈운명〉                                                                                                | 4:46      |
| 3.            | 〈내 방식대로의 사랑 (House Version)〉                                                                  | 3:48      |
| 4.            | 〈I Love You〉                                                                                          | 4:18      |
| 5.            | 〈Your Song (Duet With Jon.B), (PRODUCED BY JON.B FOR YAB YUM ENTERTAINMENT,INC. "WRITTEN BY JON.B.")〉 | 4:38      |
| 6.            | 〈순간을 영원처럼〉                                                                                     | 4:30      |
| 7.            | 〈이쯤해서〉                                                                                            | 3:55      |
| 8.            | 〈Happy Birthday To Me〉                                                                                | 4:37      |
| 9.            | 〈Game Of R.O.K〉                                                                                       | 3:28      |
| 10.           | 〈내 방식대로의 사랑 (Mambo Version)〉                                                                  | 4:08      |
| 총 재생 시간: | 총 재생 시간:                                                                                           | 43:02     |

## 제작진
- All Composed & Written by: 신승훈
- Produced & Directed by : 신승훈
- All Arranged by : 신승훈, 김우진 (except 1 • 4 신승훈, 김형석)
- Piano & Synth : 김우진, 김형석
- Computer Programming : 김영수, 원창준
- Computer Assist : 이유민
- Double Bass : 전성식
- Dist Guitar : 채경훈
- Acoustic Guitar : 함춘호
- Jazz Guitar : 한상원
- Acoustic Drum : 임민수
- Trumpet : 이주한
- Acoustic String Ensemble : 이지연 외 13명
- Chorus : 신승훈, Gary Taylor, Brideette Bryant, Jessica Williams, Maxi Anderson, Alex Brown
- Engineered & Mixed : 도정희, 노양수, Steve Van Ardax
- Assist Engineer : 곽석원, Jason Mauza
- Digital Mastering : 고희정
- Recording Studio : 서울 스튜디오, YAB YUM Studio